# 애자일 소프트웨어 개발
애자일 소프트웨어 개발(Agile software development) 혹은 애자일 개발 프로세스는 소프트웨어 엔지니어링에 대한 개념적인 얼개로, 프로젝트의 생명주기동안 반복적인 개발을 촉진한다. 최근에는 애자일 게임 보급 등의 여파로 소프트웨어 엔지니어링 뿐 아니라 다양한 전문 분야에서 실용주의적 사고를 가진 사람들이 애자일 방법론을 적용하려는 시도를 하고 있다.

## 개념
애자일 방법론은 소프트웨어 개발 방법에 있어서 아무런 계획이 없는 개발 방법과 계획이 지나치게 많은 개발 방법들 사이에서 타협점을 찾고자 하는 방법론이다. 계획이 없는 방법론의 경우, 앞으로의 일을 예측하기 힘들고 효율적이지 못하다는 점에서 취약점을 가지고 있으며, 계획에 너무 의존하는 경우는 그 형식적인 절차를 따르는데 필요한 시간과 비용을 무시할 수 없으며, 전체적인 개발의 흐름 자체를 느리게 하는 단점을 가지고 있다.
그렇기 때문에 애자일 방법론에서 택한, 그리고 다른 고전적인 방법론, 예를 들면 폭포수 모델 또는 나선 모형과 구별되는 가장 큰 차이점은 less document-oriented, 즉 문서를 통한 개발 방법이 아니라, code-oriented, 실질적인 코딩을 통한 방법론이라는 점이다.
그러므로 애자일 개발 방법론은 계획을 통해서 주도해 나갔던 과거의 방법론과는 다르게 앞을 예측하며 개발을 하지 않고, 일정한 주기를 가지고 끊임없이 프로토 타입을 만들어내며 그때 그때 필요한 요구를 더하고 수정하여 하나의 커다란 소프트웨어를 개발해 나가는 adaptive style 이라고 할 수 있다.
애자일 개발 프로세스란 어느 특정 개발 방법론을 가리키는 말은 아니고 "애자일(Agile=기민한, 좋은것을 빠르고 낭비없게 만드는 것) 개발을 가능하게 해 주는 다양한 방법론 전체를 일컫는 말이다. 예전에는 애자일 개발 프로세스는 "경량(Lightweight)" 프로세스로 불렸다. 익스트림 프로그래밍 (XP:eXtreme Programming)이 애자일 개발 프로세스의 대표적인 방법이라 볼 수 있다

## 개발 배경
애자일 프로세스의 배경에는 소프트웨어 개발 자체가 다른 공학적인 프로세스와는 큰 차이가 있음을 인지하는 데에서부터 시작되었다. 이는 소프트웨어 위기의 원인과 해결방안을 찾는 데에서부터 시작되었다.
90년대 후반까지의 소프트웨어 공학과 개발방법론은 장기간에 걸쳐 많은 사람들을 투입하고 충분한 비용을 투입하여 진행하는 다른 공학의 프로세스와 비슷한 맥락에서 진행되었다.
그러나 소프트웨어는 유동적이고 개방적이다. 또한, 요구사항의 변경에 따른 작업량을 예측하기 힘들다. 그래서 이미 고전적인 소프트웨어 공학이나 관리 기법만으로는 대처할 수 없게 되었다.
이런 문제에 대한 기술적인 해결책으로 객체지향이 있다. 객체지향 기술은 그동안의 개발 문제를 적절하게 대처해 주었다. 그리고 객체지향 개발을 하기 위해서는 그에 적합한 개발 프로세스가 필요했다. 그래서 수많은 애자일 개발 프로세스가 이러한 필요에 따라 만들어졌다. 따라서 애자일 개발 프로세스의 상당수는 객체지향 기술을 기반으로 한다.
애자일 개발 프로세스는 제한된 시간과 비용 안에서 정보는 불완전하고 예측은 불가능하다는 전제를 가진다. 그리고 그 전제 아래에서 합리적인 답을 내도록 하는 것이 애자일 개발 프로세스이다.

## 애자일 개발 프로세스와 전통적인 개발 프로세스와의 차이
전통적인 개발 프로세스들은 폭포수 모델과 계획 기반 개발을 따르는 반면, 애자일 개발 프로세스는 그에 반한다는 점에서 가장 큰 차이를 가진다.
폭포수 모델과 계획 기반 개발 기법들은, 일련의 차례와 탄탄한 계획을 기반으로 하여 개발을 진행시킨다. 이것은, 이해하기도 쉽고 사용하기도 쉬운 바람직한 기법이기도 하지만, 이로 인해서 많은 부작용이 생길 수 있다. 가장 큰 부작용이 발생할 때는, 계획대로 진행되지 않을 경우이다. 이럴 경우에는 다음과 같은 부작용이 발생하게 된다.
- 납기일 전 철야
- 철야에도 불구하고 납기일 지연
- 지연에 따른 비난과 스트레스로 개발자 에너지 소진
- 결국 납품된 솔루션은 고객의 요구를 충족하지 못함

이런 부작용은 근본적인 개발 프로세스 접근법의 차이에서 나타난다. 전통적인 개발 프로세스들은 공업에서 사용하는 정형적 프로세스 제어 모델을 따르고 있다. 정형적 프로세스 제어모델은, 동일한 입력에 대해서 동일한 결과가 기대 될 경우에 적합하다. 하지만, 소프트웨어를 포함한 IT의 개발은 경험적 프로세스 제어 모델로 접근할 필요가 있다. 경험적 프로세스 제어 모델은 항상 불확실성을 수반하고 포용하고 있다. 애자일 개발 프로세스는 경험적 프로세스 제어모델로 개발을 관리한다.
단, 일반적으로 애자일 개발 프로세스는 자사가 대중에게 직접 제공하는 서비스를 단계적으로 개선하여 나가려는 입장에서 주로 사용됨으로, 소프트웨어 개발 업무를 수주하여 납품하는 것을 주 업무로 행하는 개발 업체의 업무의 범위에서 그 특성을 한정하여 비교하는 것은 바람직하지 않다.

## 종류
애자일 개발 프로세스로 불리는 개발 방법론에는 다음과 같은 것들이 있다.
- 익스트림 프로그래밍(Extreme Programming, XP) - 애자일 개발 프로세스의 대표자로 애자일 개발 프로세스의 보급에 큰 역할을 하였다. 이 방법은 고객과 함께 2주 정도의 반복개발을 하고, 테스트우선 개발(TDD)을 특징으로 하는 명시적인 기술과 방법을 가지고 있다.

- 스크럼 - 30일마다 동작 가능한 제품을 제공하는 스프린트(Sprint)를 중심으로 하고 있다. 매일 정해진 시간에 정해진 장소에서 짧은시간의 개발을 하는 팀을 위한, 프로젝트 관리 중심의 방법론이다.

- 크리스털 패밀리 - 이 방식은 프로젝트의 규모와 영향의 크기에 따라서 여러종류의 방법론을 제공한다. 그중에서 가장 소규모 팀에 적용하는 크리스털 클리어는 익스트림 프로그래밍 만큼 엄격하지도 않고 효율도 높지 않지만, 프로젝트에 적용하기 쉬운 방법론이다.

- Feature-Driven Development - feature마다 2주정도의 반복 개발을 실시한다. Peter Coad가 제창하는 방법론으로써, UML을 이용한 설계 기법과도 밀접한 관련을 가진다.

- Adaptive Software Development, ASD - 소프트웨어 개발을 혼란 자체로 규정하고, 혼란을 대전제로 그에 적응할 수 있는 소프트웨어 방법을 제시하기 위해 만들어진 방법론이다. 내용적으로는 다른 방법론들과 유사하지만, 합동 애플리케이션 개발(Joint Application Development, 사용자나 고객이 설계에 참가하는 개발 방법론)을 사용하고 있는 것이 조금 다르다.

- 익스트림 모델링 - 익스트림 모델링은 UML을 이용한 모델링 중심 방법론이다. 다만, 여타 모델링 방법들과는 달리, 언제나 실행할 수 있고 검증할 수 있는 모델을 작성하는 공정을 반복해서, 최종적으로는 모델로부터 자동적으로 제품을 생성하게 한다.

상기 소개된 애자일 개발 프로세스들은 각자 다른 특징과 적용 범위가 있으며, 서로 조합도 가능하다. 애자일 개발 프로세스를 채용하고 있는 프로젝트에서는 특정 방법론만을 채택해서 매뉴얼대로 흉내만 내는 것이 아니라, 여러 방법중에서 자신의 프로젝트에 맞는 부분을 취사 선택하여 조합하고, 또 독자적인 방법을 만들어 냄으로써 큰 효과를 올리고 있다. 이러한 애자일 개발 프로세스의 제창자들은 애자일 연합이라는 자유로운 조직을 만들고, 애자일 개발 프로세스의 보급에 힘쓰고 있다.

## 애자일 선언문
애자일 소프트웨어 개발 선언
우리는 소프트웨어를 개발하고, 또 다른 사람의 개발을 도와주면서 소프트웨어 개발의 더 나은 방법들을 찾아가고 있다.
이 작업을 통해 우리는 다음을 가치있게 여기게 되었다:
- 공정과 도구보다 개인과 상호작용을
- 포괄적인 문서보다 작동하는 소프트웨어를
- 계약 협상보다 고객과의 협력을
- 계획을 따르기보다 변화에 대응하기를

가치있게 여긴다. 이 말은, 왼쪽에 있는 것들도 가치가 있지만, 우리는 오른쪽에 있는 것들에 더 높은 가치를 둔다는 것이다.
http://agilemanifesto.org/iso/ko/manifesto.html

## 적용 대상
애자일 개발 프로세스를 필요로 하는 조직은 크게 두 가지로 나뉜다.
1. 하나는 목표 달성을 위한 프로세스를 가지지 않고, 임기응변적인 소프트웨어 개발로 인해 혼란에 빠져있는 조직이다. 이러한 프로젝트 팀에게 있어 애자일 개발 프로세스는, 개선을 위한 좋은 힌트가 될 것이다. 애자일 개발 프로세스는 작고 쉽게 도입할 수 있으며, 그것에 들어가는 비용과 위험도 낮다.
2. 두 번째는 이미 전통적인 소프트웨어 프로세스를 도입하고 있지만, 제대로 동작하지 않는(또는 프로세스 실시를 위한 오버헤드가 너무 커서 오히려 업무에 부담을 주고 있는) 조직이다. 프로세스의 도입은 조직의 문화를 바꾼다. 효과가 크면 클수록 조직문화에 대한 영향은 커지고, 도가 지나치게 되면 고유의 문화를 파괴해 버리기도 한다. 그러나 조직에 있어서 애자일 개발 프로세스는 좋은 결과를 가져다 줄 것이다. 또한 CMMI나 SPICE 등의 인증을 얻으려고 하는 조직에서는 그들의 요구를 충족시킬 아이디어를 제공해 줄 수 있을 것이다.

## 같이 보기
- 소프트웨어 공학
- 익스트림 프로그래밍
- 스크럼